# فيرين شرباخ
فيرين شرباخ (الأرمينية: Վերին Չարբախ، أيضا، فيرين شارباخ وشرباخ) هي جزء من منطقة شينغافيت في يريفان، أرمينيا.